# Avaza
Avaza, nota anche come Awaza, è una città turkmena in costruzione sulle rive del Mar Caspio.

## Storia

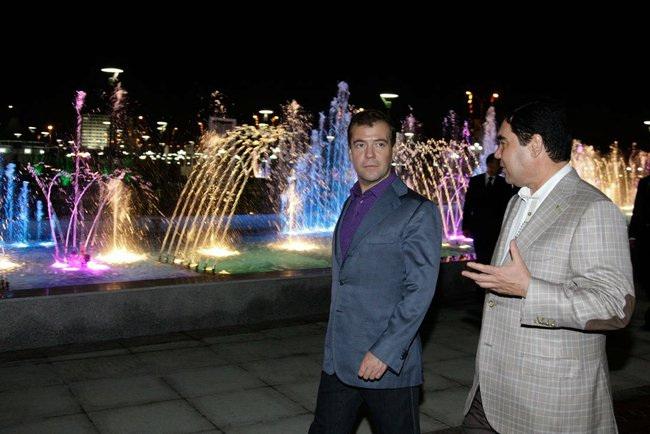
Dmitrij Medvedev in visita ad Avaza il 22 ottobre 2010

Nelle intenzioni del governo locale la città avrà una vocazione prettamente turistica, con porticciolo per gli yacht e trenta alberghi di lusso, di cui sette già completati.
Costata allo stato turkmeno 5 miliardi di dollari, la città ed i suoi cantieri si estendono su una superficie di 5000 ettari ed è attraversata da un canale lungo sette chilometri.
La città, a costruzione terminata, vanterà un getto d'acqua simile al Jet d'eau di Ginevra.

## Geografia fisica
La città è posizionata lungo le rive del Mar Caspio, nelle vicinanze della città portuale di Türkmenbaşy.